# Sarah Paulson
Pour les articles homonymes, voir Paulson.
Sarah Paulson est une actrice américaine, née le 17 décembre 1974 à Tampa (Floride).
Elle se fait connaître à la télévision, et accède à la reconnaissance en tenant plusieurs rôles dans neuf des douze saisons de la série d'anthologie horrifique American Horror Story. Devenue une actrice fétiche de Ryan Murphy, elle est acclamée pour son interprétation de Marcia Clark dans la première saison de la série American Crime Story. Revenue dans la troisième saison pour interpréter le rôle de Linda Tripp, elle joue également pour Murphy les rôles de Geraldine Page dans la série Feud (2017) et de l'infirmière Mildred Ratched dans la série Ratched (2020). En dehors de cette association, elle apparaît dans la mini-série Mrs. America (2020).
Elle tourne dès lors avec de grands réalisateurs dans des films populaires comme Pentagon Papers (2017), Ocean's 8 (2018), Bird Box (2018) ou encore Glass (2019), ainsi que dans des films à exposition moindre, comme Blue Jay (2016), Le Chardonneret (2019) et Run (2020).
Elle est notamment engagée dans plusieurs causes, comme le féminisme et la communauté LGBT.
Elle a été nommée plusieurs fois aux Golden Globes et reçu plusieurs Emmy Awards et Satellite Awards.

## Biographie

### Jeunesse et formation
Sarah Paulson est la fille de Catherine Gordon (née Dolcater) et Douglas Lyle Paulson II. Née à Tampa en Floride, elle a vécu dans le sud de cette ville jusqu'à ses 5 ans, quand ses parents divorcent. Elle passe quelque temps dans le Maine avant d'aller s'installer avec sa mère à New York.
Elle a vécu dans le Queens et Gramercy Park, avant de s'installer à Park Slope, Brooklyn. Ses étés se passent en Floride pour rendre visite à son père.
Paulson a fréquenté l'école secondaire de Manhattan des arts du spectacle et l'American Academy of Dramatic Arts.

### Débuts
Paulson a commencé à travailler en tant qu'actrice dès la sortie de l'école. Elle joue dans la pièce d'Horton Foote Talking Pictures au Signature Theatre (en), puis enchaîne les rôles sur le petit écran.
Après une apparition dans un épisode de la série policière New York, Police judiciaire en 1994, elle participe au téléfilm Friends at Last (1995), où elle donne la réplique à Kathleen Turner.
Elle décroche son premier rôle régulier avec la série d'horreur American Gothic, diffusée entre 1996 et 1997. Le tournage de la série l'oblige à s'installer durant cette période en Caroline du Nord. À la suite de l'arrêt prématuré du programme, elle enchaîne les rôles à la télévision comme au cinéma, avant de décrocher un nouveau rôle régulier : celui de la trentenaire Elisa Cronkite, dans la série tragi-comique Jack and Jill, diffusée sur la chaîne The WB entre 1999 et 2001.
Parallèlement, elle fait des apparitions dans des films plus commerciaux : les comédies romantiques L'Autre Sœur de Garry Marshall, sorti en 1999, et Ce que veulent les femmes de Nancy Meyers, succès de l'année 2000.

### Échecs télévisuels en séries

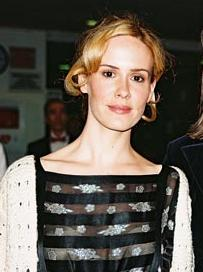
En 2006, aux cinquante-et-unièmes Annuels Drama Desk Awards, pour Studio 60 on the Sunset Strip.

Ses deux expériences télévisuelles écourtées lui permettent d'être enfin repérée pour un rôle principal. Mais la comédie Leap of Faith (en) s'arrête au bout de 6 épisodes, faute d'audience. Le rôle lui donne néanmoins une visibilité supplémentaire, et lui permet d'enchaîner les participations dans des œuvres plus exposées.
Elle joue ainsi dans la comédie musicale Bye Bye Love, et dans le drame indépendant Swimmers, et entre-temps continue à se diversifier à la télévision : elle joue dans l'éphémère série judiciaire d'ABC, The D.A. puis à un épisode de la satire médicale Nip/Tuck. Ces rôles dans des séries saluées par la critique l'amènent à participer à neuf épisodes de la seconde saison de l'acclamée série-western de la chaîne HBO, Deadwood.
En 2005, elle enchaîne les seconds rôles dans des films : la comédie dramatique Griffin and Phoenix, la comédie indépendante Diggers, le biopic The Notorious Bettie Page et le premier long-métrage de Joss Whedon, le film de science-fiction Serenity.
La rentrée télévisuelle 2006 s'avère cruciale, l'actrice faisant partie de la distribution principale d'une série dramatique très attendue, sur la chaîne NBC, Studio 60 on the Sunset Strip. Elle y joue Harriet Hayes, l'une des stars de l'émission à sketches fictive dont la série nous raconte les coulisses. Son interprétation lui vaut une nomination au Golden Globe de la meilleure actrice dans un second rôle dans une série, une mini-série ou un téléfilm, malgré l'arrêt soudain de la série au bout d'une saison.
En 2008, le créateur de Nip/Tuck, Ryan Murphy, lui confie un rôle de sa nouvelle série, Pretty/Handsome, mais le pilote ne donne pas lieu à une série. En décembre de cette année, elle est à l'affiche d'un blockbuster, une adaptation cinématographique de la bande dessinée de Will Eisner, The Spirit, où elle prête ses traits à Ellen Dolan. Le film est cependant un échec commercial.
Le 25 août 2008, ABC commande un pilote de la série romantique Cupid. Ce remake de la série des années 1990 portée alors par Jeremy Piven et Paula Marshall, permet à l'actrice d'évoluer dans un registre plus léger, face à Bobby Cannavale. Lancée fin mars 2009 sur ABC, elle est cependant annulée le 19 mai 2009, après seulement six épisodes diffusés.
Elle apparaît ensuite dans d'autres gros succès de la chaîne : en février 2010 dans la série médicale Grey's Anatomy, dans le rôle de la mère jeune du personnage principal Meredith Grey, puis en participant à deux épisodes de Desperate Housewives, diffusés en 2007 et 2011, où elle joue la sœur immature de Lynette Scavo.

### Révélation et reconnaissance critique

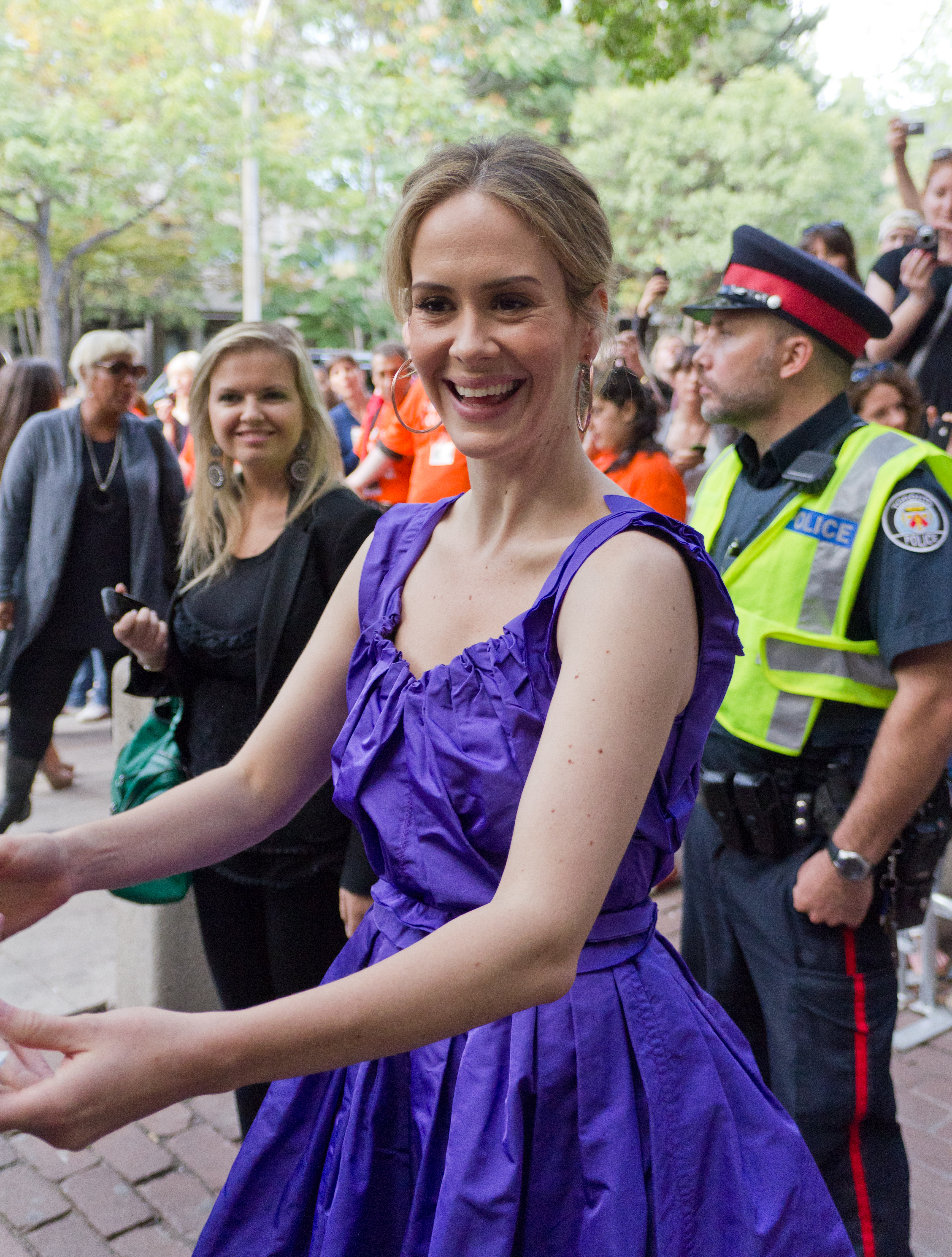
Au Festival international du film de Toronto 2011, pour Martha Marcy May Marlene.

Les années 2011 et 2012 vont marquer un tournant : sur grand écran, l'actrice participe à l'acclamé drame indépendant Martha Marcy May Marlene de Sean Durkin, puis au drame rural Mud : Sur les rives du Mississippi, qui amorce la renaissance de la star Matthew McConaughey.
Parallèlement, elle participe à trois épisodes de la première saison de la série anthologique American Horror Story dans laquelle elle interprète une médium, Billie Dean Howard. Elle conclut ces deux années en prêtant ses traits à Nicolle Wallace (en) dans le téléfilm d'HBO, Game Change, qui revisite la campagne républicaine des élections présidentielles américaines de 2008. Les deux programmes sont acclamés par la critique et récoltent plusieurs nominations et récompenses.
L'année 2012 lui permet de confirmer : elle fait en effet partie du casting principal d'American Horror Story: Asylum, la deuxième saison de l'anthologie, où elle incarne un tout nouveau personnage nommé Lana Winters, une journaliste ambitieuse envoyée à l'asile en raison de son homosexualité.
Au cinéma, elle fait partie de la distribution principale de l'oscarisé drame historique Twelve Years a Slave de Steve McQueen qui la voit jouer une sinistre esclavagiste.
En 2013, elle retrouve la série  American Horror Story: Coven, où elle interprète cette fois-ci le rôle de Cordelia Foxx, une sorcière bienveillante qui dirige une académie pour jeunes filles comme elle. Côté cinéma, elle tourne en 2015 sous la direction de Todd Haynes le drame Carol, au côté de Cate Blanchett dans le rôle-titre.
Elle est de nouveau l'un des personnages principaux d'American Horror Story] en 2014 lors de sa quatrième saison intitulée Freak Show, interprétant un double rôle hors du commun : les sœurs siamoises Bette et Dot Tattler. Paulson révèlera plus tard que tourner cette saison fut épuisant et qu'elle fit une dépression pendant le tournage.
Ryan Murphy lui fait de nouveau confiance en 2015 en l'engageant pour la cinquième saison d'American Horror Story, Hotel, où elle interprète le rôle de Hypodermic Sally, une junkie dépressive qui ne sait pas contrôler ses sentiments. Lors de cette même saison, Paulson joue à nouveau son rôle de la saison 1, Billie Dean Howard le temps d'un épisode.
Cette même année sort discrètement le thriller politique The Runner, avec Nicolas Cage dans le rôle-titre. Le film est un flop critique. L'actrice se concentre donc sur la télévision, en préférant attendre les bons projets au cinéma.

### Confirmation

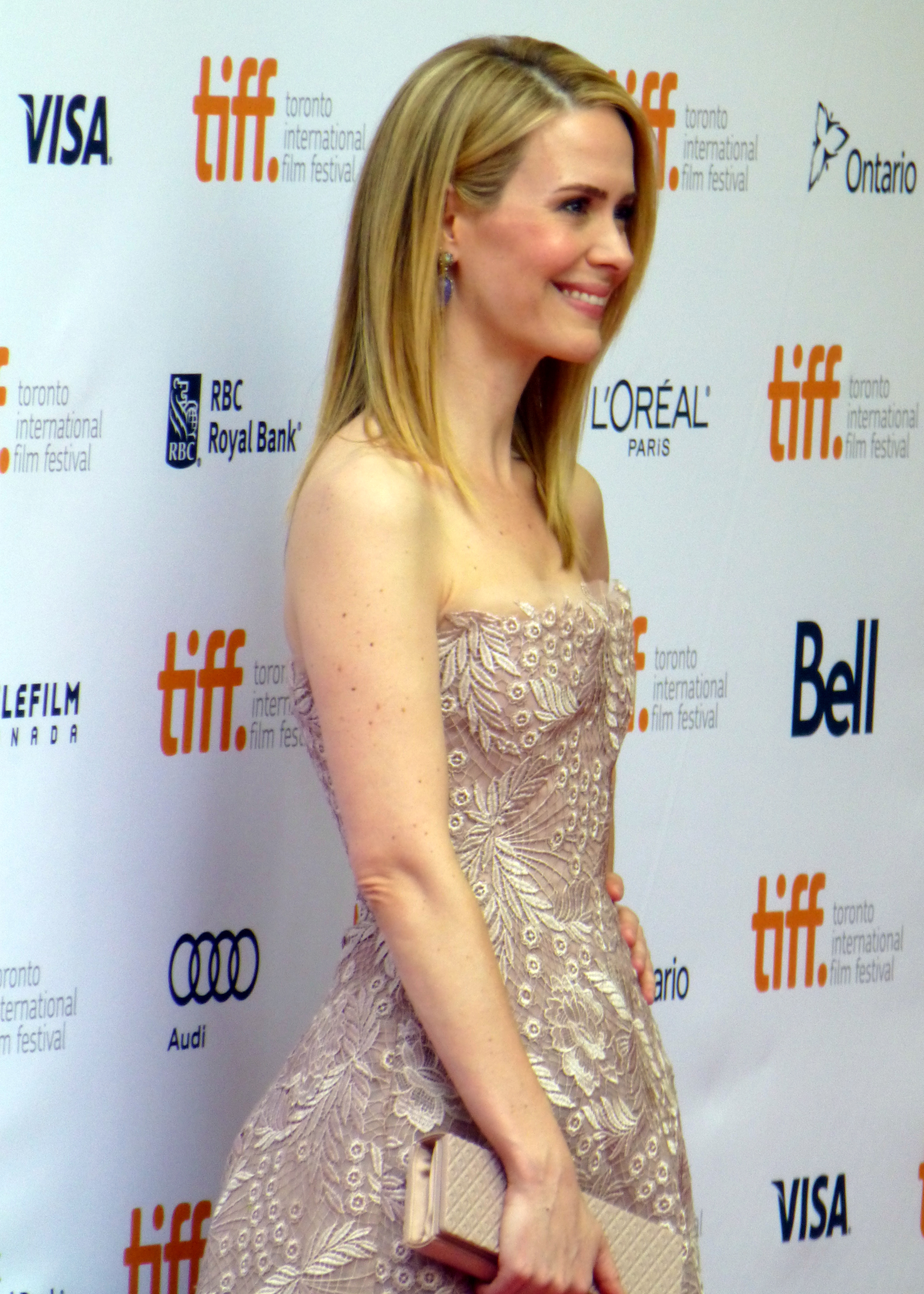
L'actrice en 2013, à la première de Twelve Years a Slave.

Elle ouvre l'année 2016 en tête d'affiche de la série American Crime Story, où elle prête ses traits à la procureure Marcia Clark durant la première saison qui couvre l'affaire O. J. Simpson. Son interprétation lui vaut un Golden Golbe dans la catégorie Meilleure actrice dans une mini-série ou un téléfilm ainsi qu'un Emmy Awards dans la même catégorie. Lors de la cérémonie, elle en profite pour remercier chaleureusement le producteur Ryan Murphy, qui l'a érigé en l'une de ses actrices fétiches.
En septembre de la même année, elle confirme sa versatilité dans le sixième volume d'American Horror Story : Roanoke prêtant cette fois ses traits au personnage d'Audrey Tindall, une actrice britannique qui incarne elle-même le rôle de Shelby Miller dans le show My Roanoke Nightmare. Paulson reprend aussi son rôle de Lana Winters pour le dernier épisode de la saison, retour applaudi par les adeptes de la série. Dans une entrevue en juin 2021, l'actrice révèle s'être sentie « piégée » quant à sa traditionnelle participation à la série, expliquant que son rôle précédent, celui de Marcia Clark, lui a permis d'explorer de manière innovante ce qu'elle pouvait jouer.
En 2017, elle dévoile sa troisième collaboration avec Ryan Murphy. Dans la série anthologique Feud, elle prête ses traits à Geraldine Page, face à Jessica Lange, sa co-star d'American Horror Story durant quatre saisons.
En 2017, Paulson est de retour dans la septième saison d'American Horror Story, plus tard nommée Cult. Cette fois, elle incarne Ally, une femme apeurée par la prise de pouvoir de Donald Trump, et persécutée par une secte. Une interprétation à nouveau saluée par les critiques.
Côté cinéma, elle devient une actrice convoitée par les producteurs et grands réalisateurs : en 2017, elle tient un second rôle dans le thriller politique Pentagon Papers de Steven Spielberg, puis, elle fait partie du casting 100% féminin réuni pour le film de braquage Ocean's Eight de Gary Ross, dérivé de la trilogie Ocean's (2001-2007) de Steven Soderbergh,. Enfin, elle est à l'affiche du thriller post-apocalyptique Bird Box de Susanne Bier, aux côtés de Sandra Bullock.
Dans le même temps, elle est aussi à l’affiche de la huitième saison d'American Horror Story nommée Apocalypse. Elle y reprend les rôles de Billie Dean Howard et de Cordelia Foxx, précédemment incarnés dans les saisons 1 et 3, tout en jouant un nouveau personnage : Wilhemina Venable,. Par ailleurs, Sarah Paulson réalise un épisode.
En 2019, elle est à l'affiche d'une autre suite : le thriller fantastique Glass de M. Night Shyamalan, et porté par un trio de haute tenue : James McAvoy, Bruce Willis et Samuel L. Jackson.
En 2020, elle incarne le rôle-titre de la nouvelle série produite par Ryan Murphy, Ratched, et basée sur le personnage de l'infirmière Mildred Ratched, issue du roman Vol au-dessus d'un nid de coucou de l'écrivain américain Ken Kesey, ce qui lui vaut une autre nomination aux Golden Globes dans la catégorie meilleure actrice en 2021,.
En 2020, elle est à l'affiche du thriller psychologique Run de Aneesh Chaganty.
En 2021, elle fait son grand retour dans la troisième saison d'American Crime Story, qui se concentre sur l'affaire Bill Clinton et Monica Lewinsky où elle interprète le personnage charnière de Linda Tripp, ainsi que dans la dixième saison d'American Horror Story, intitulée Double Feature, après s’être absentée dans la neuvième saison,.

### Théâtre
Sarah Paulson mène également une carrière théâtrale. En 2005, elle joue le rôle de Laura Wingfield, dans une reprise de la pièce de Tennessee Williams, La Ménagerie de verre, aux côtés de Jessica Lange, Josh Lucas et Christian Slater.
En 2010, elle joue dans les Collected Stories de Donald Margulies avec Linda Lavin. En 2013, elle participe à la réadaptation de Talley's Folly (en) de Lanford Wilson, en compagnie de Danny Burstein.

### Vie privée

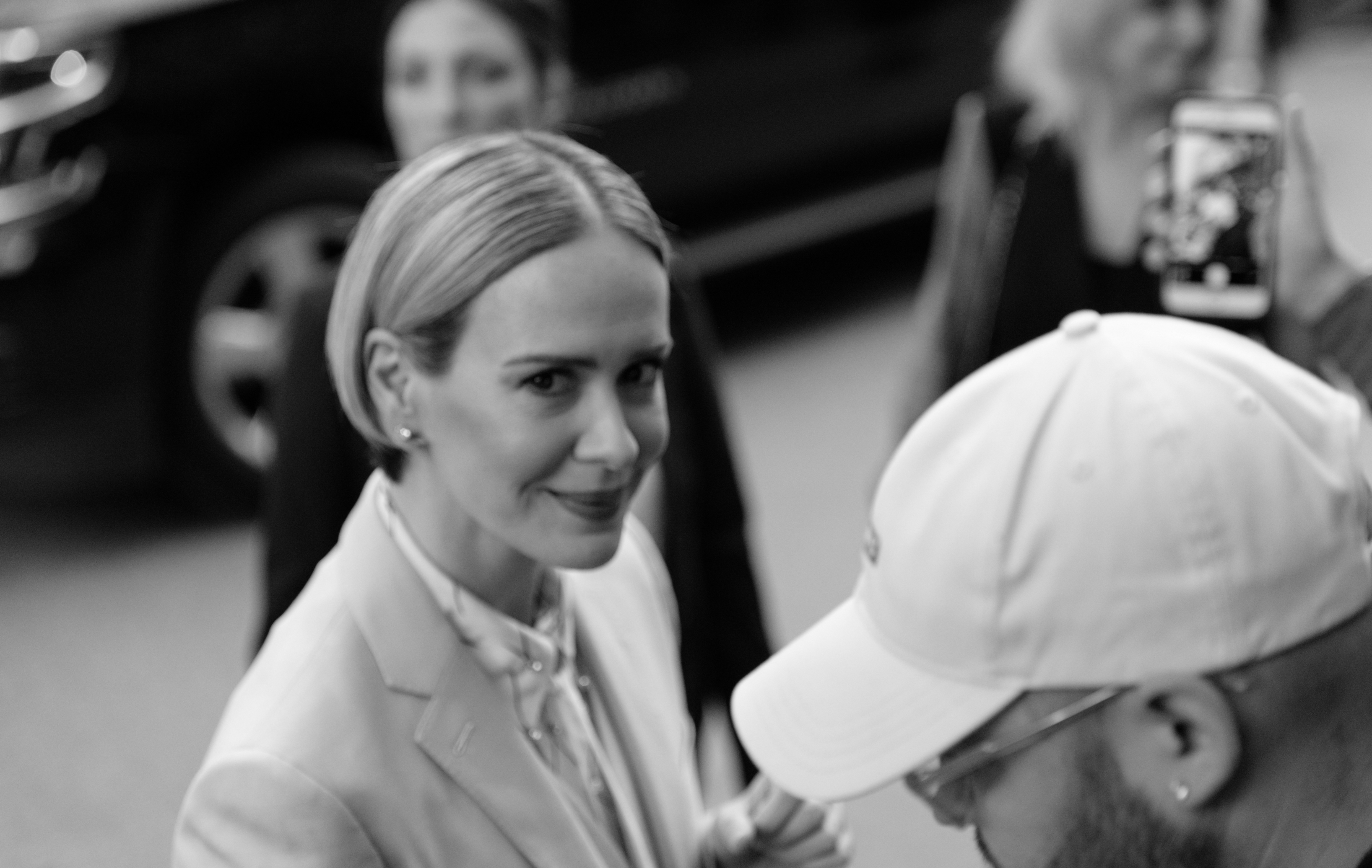
En septembre 2019, au Festival international du film de Toronto de 2019.

Après une relation avec l'acteur et dramaturge Tracy Letts, Sarah Paulson rencontre l'actrice Cherry Jones. Leur idylle dure de 2004 à 2009. Les deux femmes officialisent leur relation en 2007, lors d'une interview pour le site web lesbien et féministe Velvetpark (en), donnée lors de la rencontre sportive Women's Event.
En 2013, dans une interview pour Broadway.com (en), lors de la reprise de la pièce Talley's Folly, elle déclare qu'elle n'a jamais été en couple avec une femme avant Cherry Jones, et qu'elle n'a plus de relation amoureuse depuis sa rupture avec elle.[réf. souhaitée]
En 2016, elle déclare au New York Times qu'elle se considère comme queer. Elle avoue également une préférence pour les femmes plus âgées qu'elle : l'actrice Holland Taylor, avec laquelle elle est officiellement en couple depuis décembre 2015, est de trente-deux ans son aînée. Son ex-compagne, Cherry Jones, était de dix-huit ans son aînée.

## Filmographie

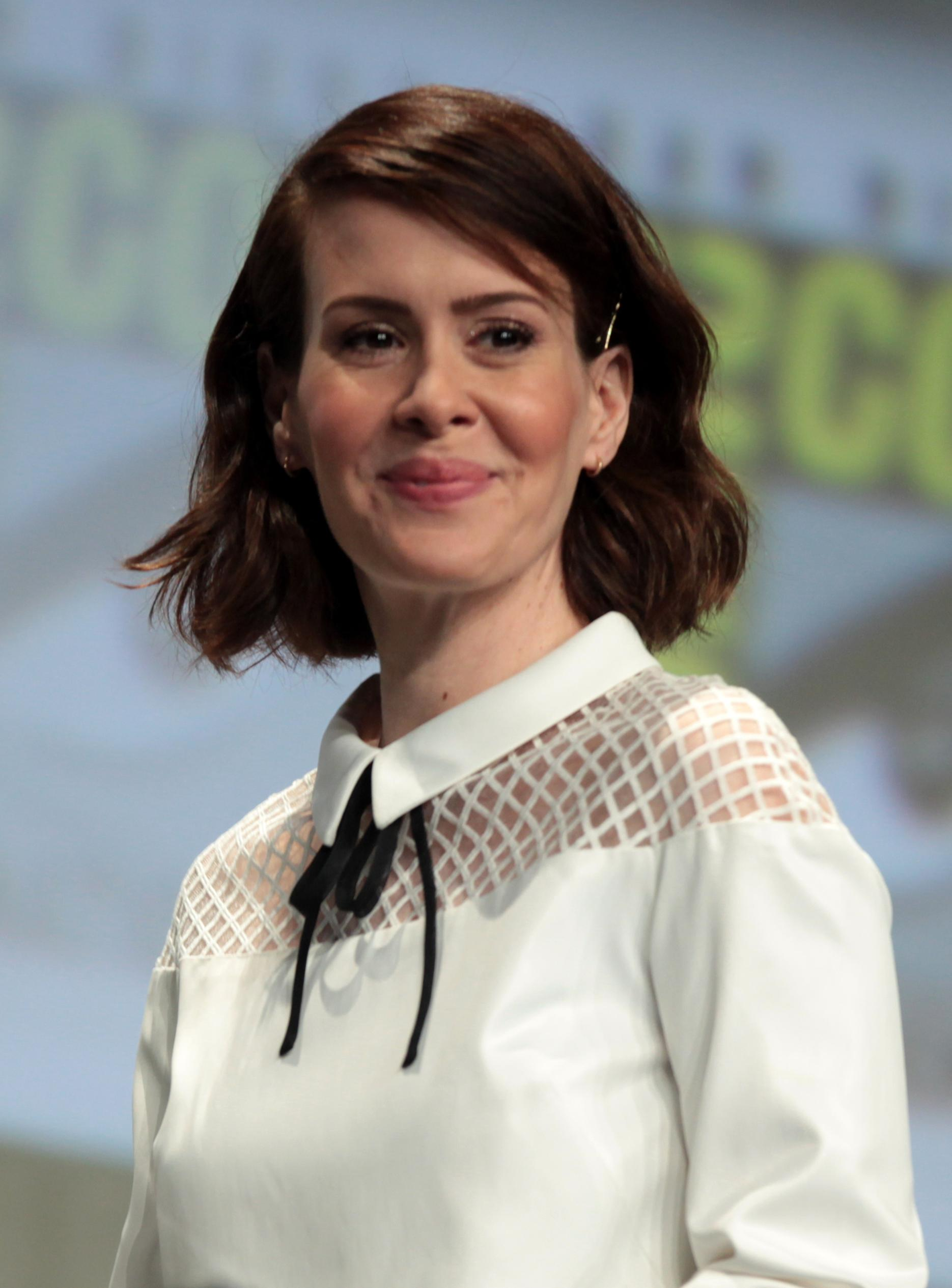
En juillet 2014, au Comic-Con de San Diego 2014, pour la promotion dAmerican Horror Story: Freak Show.

### Cinéma
- 1997 : Levitation (en) de Scott D. Goldstein : Acey
- 1998 : Sur la route du Souvenir (The Longway Home) de Glenn Jordan : Leanne Bossert
- 1999 : L'Autre sœur (The Other Sister) de Garry Marshall : Heather Tate
- 1999 : Held Up (en) de Steve Rash : Mary
- 2000 : Ce que veulent les femmes (What Women Want) de Nancy Meyers : Annie
- 2002 : Bug (en) de Phil Hay et Matt Manfredi : Eilleen
- 2003 : Bye Bye Love (Down with Love) de Peyton Reed : Vicky Hiller
- 2005 : Swimmers (en) de Doug Sadler : Merrill
- 2005 : Serenity de Joss Whedon : docteur Caron
- 2005 : The Notorious Bettie Page de Mary Harron : Bunny Yeager
- 2006 : Diggers de Katherine Dieckmann : Julie
- 2006 : Griffin et Phoenix (en) (Griffin and Phoenix) de Ed Stone : Peri
- 2008 : The Spirit de Frank Miller : docteur Ellen Dolan
- 2009 : Whose Dog is it Anyway? (court métrage) de Cindy Chupack : Emma
- 2011 : After-School Special (court métrage) de Jacob Chase : la femme
- 2011 : Happy New Year (New Year's Eve) de Garry Marshall : Grace Schwab
- 2011 : Martha Marcy May Marlene de Sean Durkin : Lucy
- 2012 : Mud : Sur les rives du Mississippi (Mud) de Jeff Nichols : Mary Lee
- 2012 : Fairhaven de Tom O'Brien : Kate
- 2012 : The Time Being de Nenad Cicin-Sain : Sarah
- 2013 : Twelve Years a Slave de Steve McQueen : madame Epps
- 2014 : Twitterkills (court métrage) de Brett Sorem : Sarah Pendersen
- 2015 : Carol de Todd Haynes : Abby Gerhard
- 2015 : The Runner d'Austin Stark : Kate Haber
- 2016 : Blue Jay d'Alex Lehmann : Amanda
- 2017 : Rebel in the Rye : Aux origines de l'Attrape-cœurs de Danny Strong : Dorothy Olding
- 2017 : Pentagon Papers (The Post) de Steven Spielberg : Tony Bradlee
- 2018 : Ocean's 8 de Gary Ross : Tammy
- 2018 : Bird Box de Susanne Bier : Jessica Hayes
- 2019 : Glass de M. Night Shyamalan : Dr. Ellie Staple
- 2019 : Le Chardonneret (The Goldfinch)  de John Crowley : Xandra
- 2019 : Abominable de Jill Culton et Todd Wilderman : Dr Zara (voix)
- 2020 : Run d'Aneesh Chaganty : Diane Sherman
- 2024 : Hold Your Breath de Karrie Crouse & William Joines : Margaret Bellum

### Télévision

#### Téléfilms
- 1995 : Friends at Last de John David Coles : Diana (âge 21)
- 1996 : Shaughnessy de Michael Ray Rhodes :
- 1998 : Sur la route du souvenir (The Long Way Home) de Glenn Jordan : Leanne Bossert
- 2000 : Metropolis de Michael M. Robin : Audrey
- 2002 : Sur le chemin de la guerre (Path to War) de John Frankenheimer : Luci Baines Johnson
- 2006 : La Course au mariage (A Christmas Wedding) de Michael Zinberg : Emily
- 2010 : Une lueur d'espoir (November Christmas) de Robert Harmon : Beth Marks
- 2012 : Game Change de Jay Roach : Nicolle Wallace

#### Séries télévisées

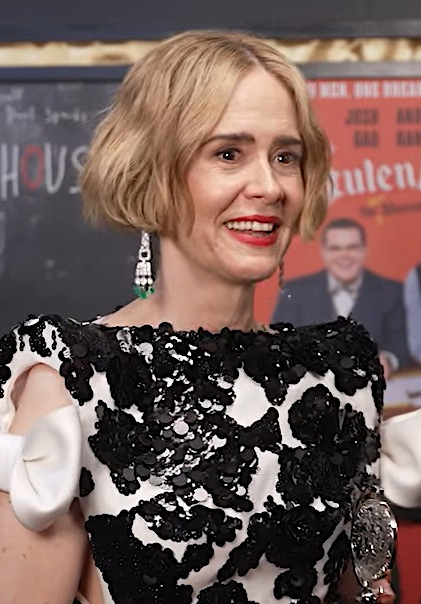
Paulson en 2024.

- 1994 : New York, police judiciaire (Law & Order) : Maggie Conner (saison 5, épisode 4)
- 1995-1996 : American Gothic : Merlyn Temple (22 épisodes)
- 1997 : Cracker : Janice (saison 1, 16 épisodes)
- 1998 : Real Life : Lucy
- 1999-2001 : Jack and Jill : Elisa Cronkite (saisons 1 et 2)
- 2001 : Les Anges du bonheur (Touched by an Angel) : Zoe (saison 8, épisode 4)
- 2002 : Leap of Faith (en) : Faith Wardwell (saison 1, 6 épisodes)
- 2004 : The D.A. (en) : Lisa Patterson (saison 1, 2 épisodes)
- 2004 : Nip/Tuck : Agatha Ripp (saison 2, épisode 8)
- 2005 : Deadwood : Miss Isringhausen (saison 2, 9 épisodes)
- 2006-2007 : Studio 60 on the Sunset Strip : Harriet Hayes (saison 1, 22 épisodes)
- 2007 : Desperate Housewives : Lydia Lindquist (sœur de Lynette Scavo) (saison 4, épisode 7)
- 2008 : Pretty/Handsome (en) de Ryan Murphy : Corky Fromme (pilote non diffusé)
- 2008 : Puppy Love : Emma (saison 1, épisode 5)
- 2009 : Cupid (en) : docteur Claire McCrae (saison 1, 7 épisodes)
- 2010 : New York, unité spéciale (Law and Order: Special Victims Unit) : Anne Gillette (saison 11, épisode 12)
- 2010 : Grey's Anatomy : Ellis Grey jeune (Saison 6, épisode 15)
- 2011 : American Horror Story: Murder House : Billie Dean Howard (saison 1, épisodes 6, 9 et 11)
- 2011 : Desperate Housewives : Lydia Lindquist (sœur de Lynette Scavo) (saison 8, épisode 3)
- 2012 : Blue : Lavinia
- 2012-2013 : American Horror Story: Asylum : Lana Winters (saison 2)
- 2013-2014 : American Horror Story: Coven : Cordelia Foxx
- 2014-2015 : American Horror Story: Freak Show : Bette et Dot Tattler
- 2015-2016 : American Horror Story: Hotel : Sally "Hypodermic Sally" McKenna et Billie Dean Howard (saison 5)
- 2016 : American Crime Story : L'Affaire O.J. Simpson : Marcia Clark
- 2016 : American Horror Story: Roanoke : Audrey Tindall, Shelby Miller (version fictive) et Lana Winters (saison 6)
- 2017 : Feud : Geraldine Page (saison 1, épisode 5)
- 2017 : American Horror Story: Cult : Ally Mayfair-Richards
- 2018 : American Horror Story: Apocalypse : Cordelia Foxx, Wilhemina Venable et Billie Dean Howard - également réalisatrice (épisode 6)
- 2020 : Mrs. America : Alice Macray
- 2020 : Ratched : l'infirmière Mildred Ratched - également coproductrice
- 2021 : American Horror Story: Double Feature : « Tuberculosis » Karen (première partie) et Mamie Eisenhower (deuxième partie) - également coproductrice
- 2021 : American Crime Story : Impeachment : Linda Tripp - également coproductrice
- 2023 : The Bear : cousine Michelle (saison 2, épisode 6)
- 2024 : Mr. et Mrs. Smith (Mr. & Mrs. Smith) : la thérapeute (saison 1, épisode 6 Couples Therapy (Naked & Afraid))
- 2025 : All's Fair :

## Voix francophones
En France, Sarah Paulson n'a pas de voix régulière. Elle est doublée cependant à cinq reprises par Fily Keita jusqu'en 2015 ainsi que par Barbara Tissier et Cathy Diraison, respectivement à quatre et trois occasions.